# Emoji de caca
Pile of poo o Pila de caca (💩), también conocido como el emoji de caca, es un emoji que se asemeja a una pila de excremento enrollada, que generalmente se representa con ojos de dibujos animados y una gran sonrisa. El emoji se utiliza para transmitir humor y desaprobación en Occidente y buena suerte en Japón.
El emoji de caca se originó en Japón, donde las heces comenzaron a asociarse con el humor después de que apareciera una caca antropomorfizada en Dr. Slump, un manga popular. Creado en 1997 por Shigetaka Kurita para los teléfonos vendidos por J-Phone, el emoji se asoció con la suerte cuando apareció un amuleto de buena suerte de caca dorada llamado Kin no Unko fue inventado Google creó una versión en 2007 en un esfuerzo por expandir su mercado asiático, volviéndose popular fuera de Asia desde entonces. Después de un influyente rediseño por parte de Apple, comenzó a ser retratado cada vez más como lindo. Se agregó un emoji de caca a Unicode en Unicode 6.0 en 2010 y a la documentación oficial de emojis de Unicode en 2015.
Fuera de los mensajes de texto, el emoji se ha representado en varios contextos, incluidos productos, como decoración y como personaje en la película animada de 2017 Emoji: la película. A partir de 2021, el emoji de caca estuvo entre los 100 emojis más utilizados, un aumento desde 2019.
Se han dado múltiples razones para explicar la popularidad del emoji de caca. Varias explicaciones enfatizan el contraste entre el disgusto y la felicidad que evoca. Otras explicaciones incluyen una fascinación popular con el diseño en espiral, la creencia de que el emoji es encantador, es una forma en la que las personas pueden interactuar con el acto de defecar y la forma en que su uso comenta la naturaleza del consumo de los medios modernos.

## Historia

### Origen
El emoji de caca se originó en la comunicación digital japonesa. Las heces adquirieron connotaciones humorísticas por primera vez en la cultura popular japonesa en general a principios de los años 1980, después de que una caca antropomorfizada apareciera en el manga Dr. Slump. Estas connotaciones se acentuaron cuando el personaje apareció en la serie de éxito internacional Dragon Ball, lo que impulsó la creación de una serie de productos que representaban la caca.
Un diseño temprano del emoji de caca moderno fue visto en 1982, entre el conjunto interno de símbolos escribibles de la computadora Sharp MZ-80K. En 1997, el primer conjunto de emojis popular apareció en los teléfonos vendidos por J-Phone. Fue creado por Shigetaka Kurita, un empleado de la empresa de telecomunicaciones japonesa NTT DoCoMo. El emoji de caca era en blanco y negro, con una sonrisa y líneas de vapor para lograr un efecto cómico. Otras compañías de telecomunicaciones japonesas tenían sus propias versiones del emoji, algunas con diseños más grotescos.
Cuando a principios de siglo una empresa de Kioto empezó a vender amuletos de buena suerte con forma de caca de oro, la caca empezó a considerarse un símbolo de buena suerte en Japón. Estos productos, llamados Kin no Unko (literalmente «caca dorada»), eran un juego de palabras basado en que la palabra para caca sonaba como la palabra para suerte. El tema era considerado un objeto popular, humorístico y positivo para los niños, sin los estigmas occidentales asociados.

### Fuera de Japón
En 2007, Google, buscando expandir su presencia en Japón y Asia en su conjunto, creó sus primeros emojis para Gmail, que incluían un emoji de caca. Aunque inicialmente se encontró con resistencia interna, el emoji de caca se agregó después de conocer los datos de uso; un llamado directo al administrador de Gmail por parte del gerente de productos japonés de Google convenció al equipo de la importancia y popularidad del emoji en la cibercultura japonesa. El emoji de caca de Gmail fue diseñado por los artistas del doodle de Google que buscaron darle un «giro Google» al emoji. Se inspiraron en diseños de emojis existentes, así como en el personaje Poop-Boy del manga Dr. Slump, y se limitaron a 15×15 píxeles y a los colores utilizados en el logo de Google. Su diseño final no tenía rostro e incluía moscas animadas dando vueltas por encima.
Se agregó un emoji de caca a Unicode 6.0 en 2010 y se incluyó en la documentación oficial de emojis de Unicode en 2015. En 2017, una propuesta para agregar un emoji de una frowning pile of poo («pila de caca con el ceño fruncido») a Unicode fracasó después de que algunos tipógrafos del Consorcio Unicode argumentaran que era inapropiado. Como alternativa, se propuso que el emoji se convirtiera en una secuencia de emojis, lo que le permitiría ganar expresiones al combinarlo con otros emojis.
Cada emoji se representa de forma diferente en Apple, Android y otras plataformas. La representación que hizo Apple de un emoji de caca tierno fue influyente, y llevó a que el emoji de caca actual se parezca típicamente a una pila enrollada de excremento adornada con ojos de caricatura y una gran sonrisa. A partir de 2014, el emoji de caca de Android estaba rodeado de insectos y líneas onduladas para indicar un olor desagradable. Los emojis de caca de Apple y Twitter sonreían y tenían ojos grandes, mientras que el emoji de Twitter presentaba una expresión de sorpresa. El emoji de caca de Google adquirió una cara sonriente el siguiente diciembre.

## Usos

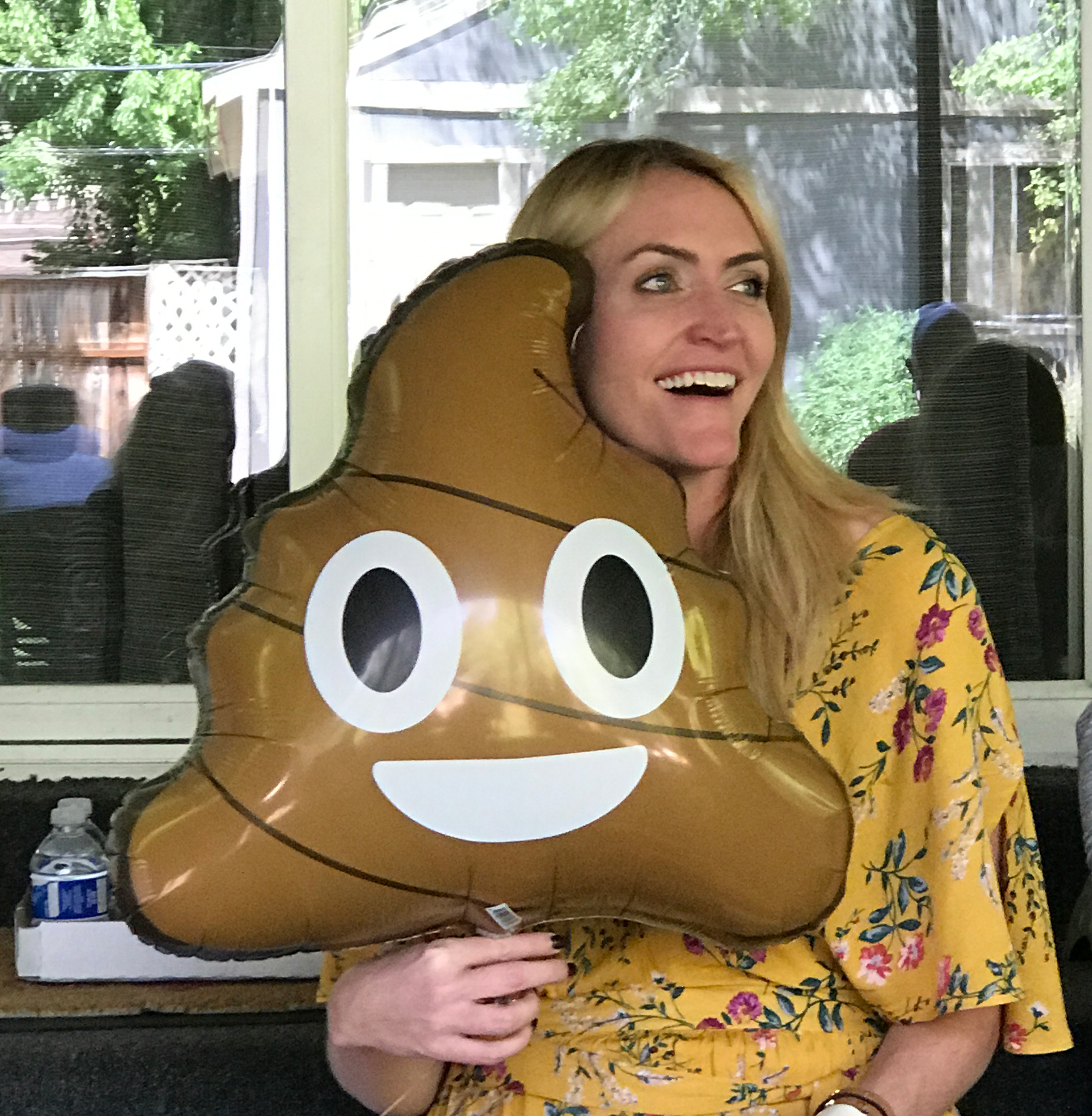
Un globo de emoji de caca.

El emoji de caca se usa comúnmente para humor, como alternativa a términos de jerga y para burlarse o criticar. Aunque algunos de estos usos son contradictorios, su significado es menos ambiguo que el de otros emojis. En Japón, el emoji de caca se suele enviar para desearle buena suerte al destinatario y no se usa para criticar como se hace comúnmente en los países occidentales.
El emoji de caca también se ha utilizado ampliamente fuera de los mensajes de texto. Estos usos incluyen representaciones en joyas, productos horneados y balsas, la decoración de un café con temática de caca, en software de aplicación como un avatar digital, y un elemento personalizable en el componente de aplicación de WaterAid de su campaña mundial de concienciación sobre el saneamiento. El emoji de caca también aparece como un personaje llamado Poop Daddy («Papá Caca»), con la voz de Patrick Stewart, en la película de comedia animada de 2017 Emoji: la película.

### Análisis
Algunos análisis han examinado las actitudes hacia el emoji de caca y su popularidad: un análisis de datos de 2014 de los emojis utilizados en tuits hasta esa fecha, por ejemplo, mostró que el emoji se había publicado 7 millones, lo que lo convierte en el 88.º emoji más común. Un informe de 2015 determinó que era más popular en Canadá entre los usuarios de una aplicación de teclado propietaria, y una encuesta de 2022 realizada por Adobe indicó que el emoji fue el menos apreciado ese año en los EE. UU., una perspectiva observada a lo largo de las generaciones. En 2021, Unicode publicó datos sobre los emojis más utilizados del año. De los 1549 clasificados, el emoji de caca fue el 98.º más utilizado, habiendo ascendido desde el puesto 227 en 2019.
Durante las elecciones presidenciales de Estados Unidos de 2016, el emoji ganó popularidad; en este contexto, la lingüista Pauline Bryant dijo que permitía a los adultos expresar opiniones en las redes sociales que de otro modo serían censuradas. Ese año, Samantha Selinger-Morris, de ABC News, que muchas personas creían que el emoji tenía un «encanto inefable» y explicó que su uso se originaba en una «capacidad de trascender las barreras del idioma y las diferencias políticas». Varios análisis han identificado el atractivo del emoji como derivado de una contradicción entre el disgusto y la felicidad que evoca. Por el contrario, Willa Paskin, escribiendo para Slate, describió la conexión con las heces literales como «tenue» y solo relevante en la medida en que hace que el emoji sea más intrigante. El profesor de literatura comparada Jonathan E. Abel atribuye parte del interés en los emojis a una fascinación intercultural por el espiral de la imagen.
A pesar de escribir que la forma contribuye a su popularidad, Abel considera que esto no es suficiente para explicar la universalidad de la popularidad del emoji de caca. En lugar de ello, propone que las personas utilicen los emojis como una forma de abordar el tema tabú de la defecación, evidenciando esto con el hecho de que los baños son lugares donde frecuentemente se utilizan los teléfonos. Abel aprovecha este hecho como una oportunidad para realizar un comentario social. En primer lugar, afirma que debido a que los teléfonos se usan frecuentemente en los inodoros, algunas evidencias sugieren que suelen estar contaminados con materia fecal y bacterias dañinas, lo que permite que «caca en los teléfonos» tenga un doble significado: heces físicas y emoji de caca. A partir de esto, sugiere que el emoji de caca puede ser popular ya que significa que se consumen medios (uso del teléfono en el baño) al mismo tiempo que significa los daños de su consumo (vistos a través de la contaminación fecal resultante del uso del teléfono).